# Methacrylsäureallylester
Methacrylsäureallylester ist eine chemische Verbindung aus der Gruppe der Carbonsäureester.

## Gewinnung und Darstellung
Methacrylsäureallylester kann durch Alkoholyse von Methylmethacrylat mit Allylalkohol in Gegenwart von Natriummethylat und Hydrochinon, einem Polymerisationsinhibitor oder auch durch Veresterung der Säure durch Allylalkohol gewonnen werden.

## Eigenschaften
Methacrylsäureallylester ist eine farblose Flüssigkeit, die schwer löslich in Wasser ist.

## Verwendung
Methacrylsäureallylester wird zur Herstellung von Homo- und Copolymeren verwendet. Die Verbindung ist auch ein sehr nützlicher Ausgangsstoff für chemische Synthesen, weil Additionsreaktionen mit einer Vielzahl von organischen und anorganischen Verbindungen erfolgen. Allylmethacrylat wird als Co-Monomer für Hartkunststoffe, Vernetzer oder als Basisprodukt zur Herstellung von Silanen eingesetzt.

## Sicherheitshinweise
Die Dämpfe von Methacrylsäureallylester können mit Luft ein explosionsfähiges Gemisch (Flammpunkt 33 °C) bilden. Die Polymerisation wird durch freie Radikale, Peroxide, ultraviolettes Licht, starke Basen oder Mineralsäuren ausgelöst. Um die Polymerisation zu verhindern, muss Allylmethacrylat immer unter Luft und niemals unter Schutzgasen gelagert werden. Die Anwesenheit von Sauerstoff ist Voraussetzung für die effektive Funktion des Stabilisators.